# Маріано Барбоса
Маріано Барбоса (ісп. Mariano Barbosa, нар. 27 липня 1984, Ланус) — аргентинський футболіст, воротар, захищав свого часу кольори молодіжної збірної Аргентини.

## Клубна кар'єра
У дорослому футболі дебютував 2002 року виступами за команду клубу «Банфілд», в якій провів три сезони, взявши участь у 38 матчах чемпіонату. 
2005 року за 2 мільйони євро перейшов до іспанського «Вільярреала», де став дублером іншого новачка, уругвайського голкіпера Себастьяна Вієри. Попри статус дублера протягом наступних двох сезонів 21 раз виходив на поле в іграх Ла Ліги та отримав досвід ігор у Лізі чемпіонів. Проте влітку 2007 року з приходом до команди Дієго Лопеса Барбоса залишив «Вільярреал» і приєднався до «Рекреатіво» з Уельви. У новій команді програвав конкуренцію за місце в основному складі італійцю Стефано Соррентіно, тож протягом сезону, проведеного в Уельві, грав лише в кубкових матчах.
Влітку 2008 року повернувся на батьківщину, де грав спочатку за «Естудьянтес», а згодом на умовах оренди за «Рівер Плейт». В обох аргентинських командах основним воротарем не став і 2009 року перебрався до Мексики, де протягом сезону захищав ворота «Атласа».
За рік, у 2010, повернувся до Іспанії, уклавши контракт з друголіговим «Лас-Пальмасом». В команді з Канарських островів був стабільним гравцем основного складу, провівши за чотири сезони 162 матчі у Сегунді.
Влітку 2014 року контракт Барбоси з «Лас-Пальмасом» закінчився і він на правах вільного агента уклав дворічний контракт із «Севільєю». У клуб з Севільї аргентинець прийшов як дублер португальського голкіпера Бету, проте згодом почав програвати конкуренцію за місце у воротах команди не лише португальцю, але й молодому вихованцю клубної академії «Севільї» Серхіо Ріко.

## Виступи за збірну
2003 року провів одну гру в складі молодіжної збірної Аргентини.

## Статистика виступів

### Статистика клубних виступів
Станом на 3 травня 2015
| Сезон                   | Команда                 | Чемпіонат               | Чемпіонат | Чемпіонат | Національний кубок | Національний кубок | Національний кубок | Континентальні кубки | Континентальні кубки | Континентальні кубки | Інші змагання | Інші змагання | Інші змагання | Усього | Усього |
| Сезон                   | Команда                 | Ліга                    | Ігор      | Голів     | Ліга               | Ігор               | Голів              | Ліга                 | Ігор                 | Голів                | Ліга          | Ігор          | Голів         | Ігор   | Голів  |
| ----------------------- | ----------------------- | ----------------------- | --------- | --------- | ------------------ | ------------------ | ------------------ | -------------------- | -------------------- | -------------------- | ------------- | ------------- | ------------- | ------ | ------ |
| 2005–06                 | «Вільярреал»            | ПД                      | 10        | -9        | КІ                 | 0                  | 0                  | ЛЧ                   | 6                    | -3                   | -             | -             | -             | 16     | -12    |
| 2006–07                 | «Вільярреал»            | ПД                      | 11        | –         | КІ                 | 0                  | 0                  | Інт                  | 1                    | -2                   | -             | -             | -             | 12     | -21    |
| Усього за «Вільярреал»  | Усього за «Вільярреал»  | Усього за «Вільярреал»  | 21        | -28       |                    | 0                  | 0                  |                      | 7                    | -5                   |               | -             | -             | 28     | -33    |
| 2007–08                 | «Рекреатіво»            | ПД                      | 0         | 0         | КІ                 | 4                  | -3                 | -                    | -                    | -                    | -             | -             | -             | 4      | -3     |
| 2008–09                 | «Естудьянтес»           | ПД                      | 1         | -5        | -                  | -                  | -                  | ПАК+КЛ               | 0                    | 0                    | -             | -             | -             | 1      | -5     |
| 2009                    | «Рівер Плейт»           | ПД                      | 4         | -4        | -                  | -                  | -                  | ПАК+КЛ               | 0+3                  | 0+ -5                | -             | -             | -             | 7      | -9     |
| 2009–10                 | «Атлас»                 | ПД                      | 28        | -41       | -                  | -                  | -                  | -                    | -                    | -                    | -             | -             | -             | 28     | -41    |
| 2010–11                 | «Лас-Пальмас»           | СД                      | 39        | -58       | -                  | -                  | -                  | -                    | -                    | -                    | -             | -             | -             | 39     | -58    |
| 2011–12                 | «Лас-Пальмас»           | СД                      | 37        | -51       | КІ                 | 1                  | -2                 | -                    | -                    | -                    | -             | -             | -             | 38     | -52    |
| 2012–13                 | «Лас-Пальмас»           | СД                      | 41        | -53       | КІ                 | 6                  | -4                 | -                    | -                    | -                    | -             | -             | -             | 47     | -57    |
| 2013–14                 | «Лас-Пальмас»           | СД                      | 45        | -46       | КІ                 | 1                  | -3                 | -                    | -                    | -                    | -             | -             | -             | 46     | -49    |
| Усього за «Лас-Пальмас» | Усього за «Лас-Пальмас» | Усього за «Лас-Пальмас» | 162       | –8        |                    | 8                  | -9                 |                      | -                    | -                    |               | -             | -             | 170    | -217   |
| 2014–15                 | «Севілья»               | ПД                      | 2         | -2        | КІ                 | 0                  | 0                  | ЛЄ                   | 0                    | 0                    | СУ            | -             | -             | 2      | -2     |
| Усього за кар'єру       | Усього за кар'єру       | Усього за кар'єру       | 236       | –8        |                    | 12                 | -12                |                      | 10                   | -10                  |               | 0             | 0             | 258    | -230   |

## Титули і досягнення
- Переможець Ліги Європи (1):

«Севілья»: 2014–15